# 維索凱 (白采爾克瓦區)
49°14′57″N 29°48′56″E / 49.24917°N 29.81556°E

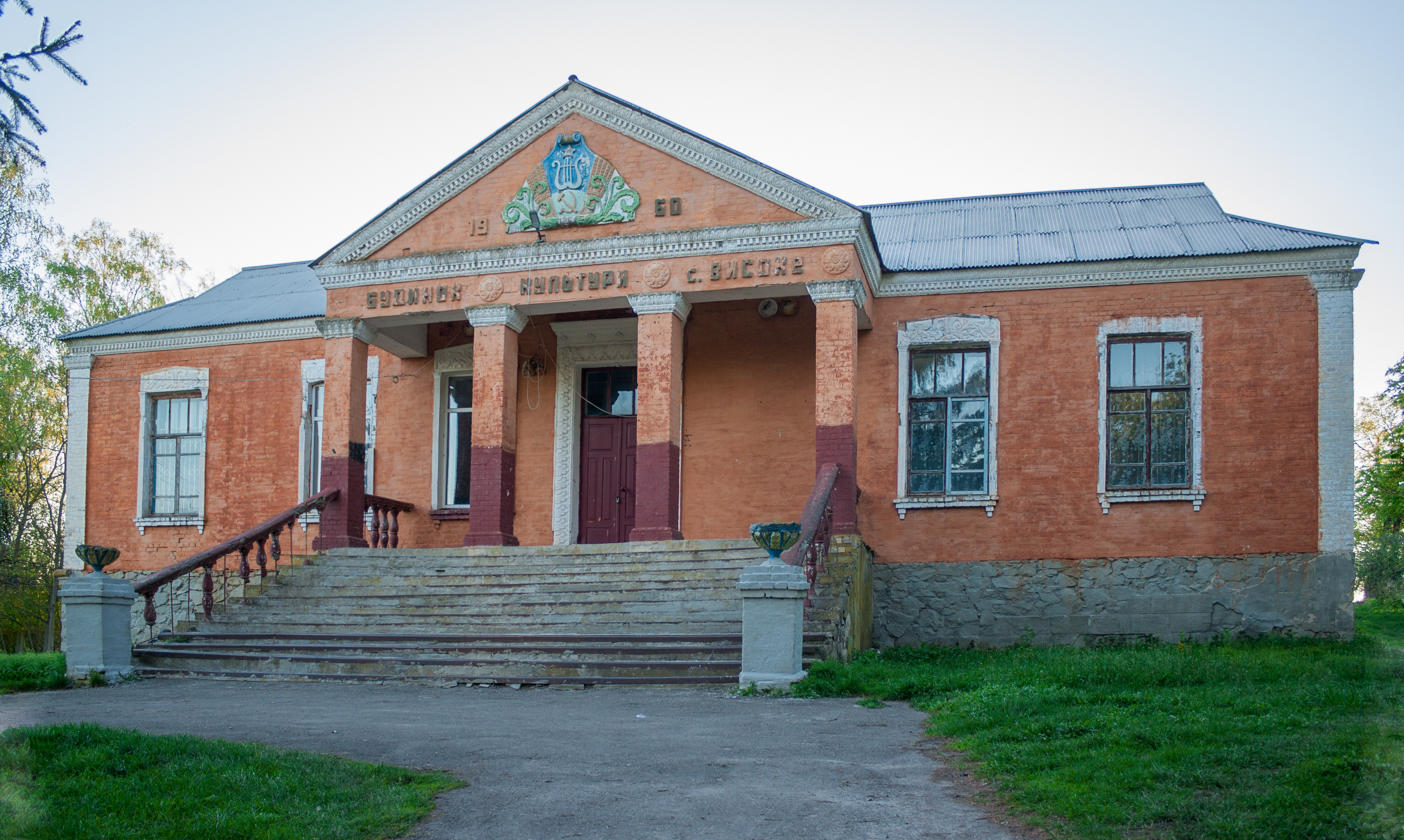
文化宫

維索凱（烏克蘭語：Високе）是位於烏克蘭北部的村莊，由基辅州白采爾克瓦區的泰蒂伊夫市鎮負責管轄。該村始建於1601年，面積2.63平方公里，海拔高度251米，2001年人口753，人口密度每平方公里286.5人。